# Matt Godbolt

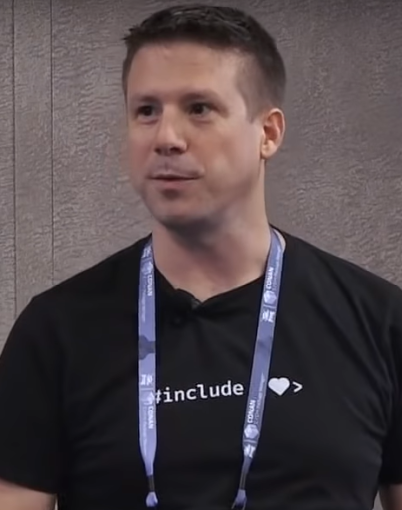
Matt Godbolt auf der CppCon 2019

Matt Godbolt (* 16. August 1976) ist ein britischer Informatiker, Spieleentwickler und ehemaliger Google-Mitarbeiter. Als Programmierer wurde er durch die Entwicklung seiner Webseite Compiler Explorer bekannt, die unter C++-Entwicklern große Bekanntschaft erlangt hat. Godbolt tritt auch als Redner bei C++-Konferenzen wie CppCon oder CppNow auf.

## Leben
Matt Godbolt wurde am 16. August 1976 als Sohn von Richard und Christine Godbolt geboren. Im Alter von 8 Jahren begann Godbolt, auf einem Sinclair Spectrum 48k Computer zu programmieren. In Schuljahren arbeitete er für das britische Computermagazin Acorn User. Godbolt nahm ein Studium der Physik an der University of Exeter auf. In dieser Zeit beschäftigte er sich mit der Entwicklung von IRC Clients, Emulatoren für das Sega Master System sowie mit der Entwicklung von Videospielen. Godbolt begann danach, für Argonaut Games zu arbeiten. Er arbeitete zum Beispiel an Croc: Legend of the Gobbos, Red Dog: Superior Firepower, SWAT Global Strike Team und Urban Chaos: Riot Response. 2008 begann Godbolt, für Google zu arbeiten. Darauffolgend begann er, für DRW Trading Group zu arbeiten. Dafür zog er in die USA, wo er seitdem in Chicago lebt. Im April 2018 begann er, für Aquatic Capital Management zu arbeiten. 2012 veröffentlichte er den Compiler Explorer. Godbolt ist verheiratet und hat zwei Söhne.